# Älmheds-Långtjärnet
Älmheds-Långtjärnet är en sjö i Årjängs kommun i Värmland och ingår i Göta älvs huvudavrinningsområde. Sjön har en area på 0,155 kvadratkilometer och ligger 242,8 meter över havet. Vid provfiske har abborre, elritsa och röding fångats i sjön.

## Delavrinningsområde
Älmheds-Långtjärnet ingår i det delavrinningsområde (659417-130715) som SMHI kallar för Utloppet av Älmheds-Långtjärnen. Medelhöjden är 254 meter över havet och ytan är 0,98 kvadratkilometer. Det finns inga avrinningsområden uppströms utan avrinningsområdet är högsta punkten. Vattendraget som avvattnar avrinningsområdet har biflödesordning 4, vilket innebär att vattnet flödar genom totalt 4 vattendrag innan det når havet efter 288 kilometer. Avrinningsområdet består mestadels av skog (72 procent). Avrinningsområdet har 0,13 kvadratkilometer vattenytor vilket ger det en sjöprocent på 13,4 procent.